# 밀양 십이경도 병풍
밀양 십이경도 병풍(密陽 十二景圖 屛風)은 대한민국 경상남도 밀양시 내일동에 있는, 금시당을 중심으로 한 밀양의 12명소를 그린 그림이다.
1996년 3월 11일 경상남도의 유형문화재 제308호 밀양12경도로 지정되었다가, 2018년 12월 20일 현재의 명칭으로 변경되었다.

## 개요
금시당을 중심으로 한 밀양의 12명소를 그린 그림이다.
조선 선조 때 효행이 뛰어나 준원전 참봉에 제수되었던 이경홍이 그의 부친 금시당 이광진 공의 병환을 위로하기 위해 그렸다는 말이 전해오고 있다.
임진왜란 이전의 작품으로, 높은 사료적 가치를 지니고 있다.

## 참고 문헌
- 밀양 십이경도 병풍 - 국가유산청 국가유산포털